# Edgar Xavier Marvelo
Edgar Xavier Marvelo (Jacarta, 16 de dezembro de 1998) é um atleta de wushu taolu da Indonésia.

## Carreira
Marvelo começou a praticar wushu aos seis anos. Durante sua juventude, ele ganhou medalhas de ouro nos eventos changquan nos Campeonatos Mundiais Júnior de Wushu de 2008 e 2014. Ele também ganhou uma medalha de ouro nos Jogos Escolares da ASEAN de 2014 e um ano depois em 2015, Marvelo foi o campeão nacional juvenil da Indonésia.
A primeira aparição internacional importante de Marvelo foi nos Jogos do Sudeste Asiático de 2017, onde ele ganhou a medalha de bronze no evento changquan. O mesmo ano, ele estreou no Campeonato Mundial de Wushu 2017, onde ganhou uma medalha de prata no daoshu. Um ano depois, o Marvelo ganhou a primeira medalha da Indonésia nos Jogos Asiáticos de 2018 ao ficar em segundo lugar no evento changquan masculino.
Em 2019, ele competiu novamente no Campeonato Mundial de Wushu e ganhou três medalhas de ouro no changquan, gunshu, e no evento duilian com Harris Horatius e Seraf Naro Siregar. Sua conquista de três medalhas de ouro o tornou o atleta não chinês mais prolífico durante uma única versão do campeonato. Algumas semanas após a competição, a Marvelo ganhou mais duas medalhas de ouro nos Jogos do Sudeste Asiático de 2019 no evento combinado de daoshu e gunshu masculino e duilian. Ele dedicou sua vitória nos jogos a seu falecido pai, que faleceu na manhã de seu evento.